# 장보윤
장보윤(Jang Bo-yoon, '본래' '1990년 2월 10일' ~ )은 대한민국의 여성 트로트 가수이다.

## 개요
- '2004년부터' 멤버 활동 데뷔 시작 하였다.
- 가수활동은 2008년부터 시작했으나 정식 데뷔는 2014년 싱글앨범 '당신만을 사랑합니다'로 했다.
- 개인 콘서트를 여는게 희망이라고 한다.
- 주요 장르는 트로트이며, 대표곡으로 <안개비>, <억새꽃>, <하늘이 정해준 사람>이 있다.

- 어려서 아버지가 가수였기 때문에 코인 노래방에 자주 갔다.
- 가수를 하겠다고 하자 아버지의 반대가 심했다고 한다.
- 가수가 된 후엔 아버지가 매니저도 하면서 방송 모니터링 후 다양한 조언도 해준다고 한다.
- 최근 '트롯신이 떴다2'에 출연해 11위를 하면서 가창력을 인정받았다.

## 데뷔
- 2014년 싱글 앨범 [당신만을사랑합니다]

## 음반
- 2014년 당신만을 사랑합니다
- 2015년 안개비
- 2017년 사랑인가봐

## 수상
- 2018년 MBC 《가요베스트》 '대제전' 신인상

## 방송
- 2015년 12월 ~ 현재 《가요무대》 출연 중
- 2015년 ~ 현재 《전국 TOP 10 가요쇼》 출연 중
- 2015년 4월 MBC 《가요베스트》 (포항 해도공원) 출연
- 2015년 10월 대구MBC 《가요베스트》 출연
- 2015년 2월 대구 TBC TV 프로그램 《아버지》 출연
- 2016년 4월 KBS 1TV 《아침마당》 출연
- 2020년 3월~12월 SBS 《트롯신이 떴다 시즌2》 참가자, 11위

## 라디오
- 부산 MBC, 대구 MBC,　KNN 라디오 출연 중
- 2021.01.12. MBC충북 《하미진 송민수의 '즐거운 오후'》 - <모나리자>, <Let Me Be There>(올리비아 뉴튼 존), <동백 아가씨>
- 2020.04.22~2020.07.29 포항 MBC 즐거운 오후 2시 매주 수요일 생생라이브 <보유니의 콘서트: 유니콘>

## 공연
- MBN 테마콘서트 《좋은 날》 출연
- 2015년 3월 윤수일 전국 콘서트 투어 출연
- 2016년 《윤수일 밴드 40주년 콘서트》 (서울 그랜드 힐튼) 출연

## 기타
- 신체: 키 163cm, 체중 49kg
- 별명: 장보살(눈 감으면 보살처럼 보인다고)
- 자신의 공식 유튜브 채널을 운영하면서 매월 새로운 커버곡을 업로드하고 있다.
- 트로트 가수로 활동하지만 발라드, 재즈 장르를 소화할 수 있고, 특히, 팝송을 잘 부른다는 팬들의 평가가 있다.
- 행사 무대에서는 불꽃 창법으로 관객의 박수와 환호를 이끌어 낼 수 있는 곡들을 부른다. <아름다운 강산> <모나리자> <Hot Stuff> <Unchained Melody>